# Szlak Ochojski

Szlak Ochojski – czarny znakowany szlak turystyczny w województwie śląskim.

## Informacje ogólne
Szlak Ochojski przebiega w większości przez tereny leśne w Katowicach, atrakcją są rezerwat Ochojec i użytek ekologiczny Płone Bagno.

## Przebieg szlaku
- Katowice Ochojec (przystanek osobowy Katowice Ochojec)
- Rezerwat florystyczny „Ochojec”
- Lasy Murckowskie (Siągarnia)
- Użytek ekologiczny Płone Bagno
- Kamienna Góra
- Lędziny Zamoście
- Lędziny Pomnik